# 豐田JPN Taxi
豐田JPN Taxi（日语： Toyota Japantakushī）是豐田汽車公司出售的出租車。
 

## 概要
本車以2013年發表的概念車「JPN TAXI CONCEPT」為基礎，是豐田首輛符合日本國土交通省「通用設計計程車」認證的車種，取代2018年停產的三款轎車型計程車：豐田Comfort，Crown Comfort及Crown Sedan（下稱Comfort車系）。

## 諸元
車輛以第二代豐田Sienta（NCP170系列）的底盤為基礎，車身同樣為MPV形式。前後保險桿分割成左、中、右三個部件，受損時可獨立替換，無須整組更換。兩側睹後鏡延續Comfort車系的設計，設於前輪擋泥板上。車身標配顏色包括專為本車而設的「深藍」（紺色），黑色及白色三種。
車輛動力來源為第三代豐田混合動力系統，包括一具1.5公升石油氣引擎，及兩組交流同步馬達，電池則置於車廂地台。由於燃料消耗減少，因此石油氣缸容量由Comfort車系的94公升（實際安全容量72公升），縮小至52公升（實際安全容量42公升）。所有車輛均配備Toyota Safety Sense C安全組合，包括防止追撞、行車線偵測等功能。  
左側後門為電趟式車門，為避免乘客誤開車門，當拉動車內的門把時，只能手動開關。登車口寬720毫米、高1300毫米，足以讓輪椅連人帶車進出。右側後門則為揭門，車窗為固定式，不能打開。車廂座椅材質採用較耐用及容易清潔的人造皮革。車廂內設有多個扶手，方便乘客（尤其輪椅使用者）上下車時攙扶。由於輪椅登車時需摺疊副駕駛席，為增加車內空間，副駕駛席前方不設儲物箱。空調操作面板設於方向盤右下方，駕駛席座椅背後設有兩個USB充電插口，供乘客使用。

### 輪椅登車
本車最大特色，是可容許輪椅直接進出。車上配備的輪椅斜道，初期版本為兩塊三摺式金屬板，可按路面情況決定使用一塊或兩塊斜道。當乘客在行人道上下車，可單獨使用主斜道（1號斜道）。1號斜道連同輪椅用安全帶套裝，收納在乘客座椅下方，當使用時，司機需摺起乘客座椅取出套裝。另一塊延長用斜道（2號斜道），收納在車尾地台下，如乘客需在行車道等高低差較的大的位置上下車，則需要接駁2號斜道。
豐田汽車官方稱，輪椅登車過程約需10分鐘。在日本，實際操作時一般需時達15分鐘，在當地更多次傳出有輪椅使用者遭拒載，因此曾有輪椅使用者在Change.org發起聯署，要求豐田改善車輛設計，共收集到超過1.1萬個簽名，並於2018年11月29日遞交予豐田汽車名古屋辦公室。
豐田於2019年2月，發表改良方案以作回應：
- 1號斜道改為對摺式，長度由840毫米延長至1100毫米，並取消收納袋；
- 輪椅用安全帶直接安裝在車廂扣環上；
- 在車廂內增設指示安裝步驟的貼紙；
- 2號斜道改為塑料斜台。

另外豐田亦改良了部分車輛細節：
- 縮短駕駛席操控電趟門按鈕的時滯， 使電趟門關閉時間由6.5秒縮短至5秒；
- 後水刮增加間歇模式；
- 現金托盤下移10毫米；
- Toyota Safety Sense C增加日間行人偵測功能。

改良版本於同年3月15日起開始發售，此前售出的車輛可免費更換新款斜台。

### 出口版本

香港版本之Comfort Hybrid

香港是日本以外首個採用JPN TAXI為計程車的地區，車名改為Comfort Hybrid，俗稱「小露寶」。首批4輛於2017年11月抵港，2018年7月起投入服務。隨着Comfort車系停產，本車成為豐田在香港計程車市場的唯一選擇。

## 各版本之差異
廠方在日本本土共推出兩個版本：標準版本「和」及高級版本「匠」。主要在外觀及內裝有所區別。至於出口香港版本，設備則介乎於兩者之間，惟不配備Toyota Safety Sense C安全組合，另外一些細節亦與日本版不同，例如石油氣缸蓋開關，由日本版需打開車尾門拉動手環，改為於中控台右下方設置電按鈕。
|                              | 「和」（標準版本） | 「匠」（高級版本）                     | 出口香港版本       |
| ---------------------------- | ------------------ | -------------------------------------- | ------------------ |
| 輪圈                         | 鐵輪圈配啞色輪圈蓋 | 鐵輪圈配電鍍色輪圈蓋（可選購合金輪圈） | 合金輪圈           |
| 保險桿顏色                   | 無塗裝黑色         | 車身顏色（前保險桿中央部件：黑色）     | 無塗裝黑色         |
| 後排隔音車窗                 | 無                 | 有                                     | 無                 |
| 門把顏色                     | 無塗裝黑色         | 電鍍色                                 | 電鍍色             |
| 車頭燈                       | 鹵素燈泡           | 發光二極管                             | 鹵素燈泡           |
| D柱煞車燈                    | 無                 | 有                                     | 無                 |
| 睹後鏡外殼                   | 無塗裝黑色         | 電鍍色                                 | 電鍍色             |
| 方向盤、排檔桿及排檔桿槽裝飾 | 無塗裝黑色         | 電鍍色                                 | 電鍍色             |
| 座椅表面針織裝飾             | 無                 | 有                                     | 有                 |
| 暖椅裝置                     | 無                 | 有                                     | 無                 |
| 車廂天花送風通道             | 無                 | 有                                     | 有                 |
| 內飾配搭                     | 黃色及無塗裝黑色   | 電鍍色及磨砂電鍍色                     | 電鍍色及磨砂電鍍色 |

## 圖集

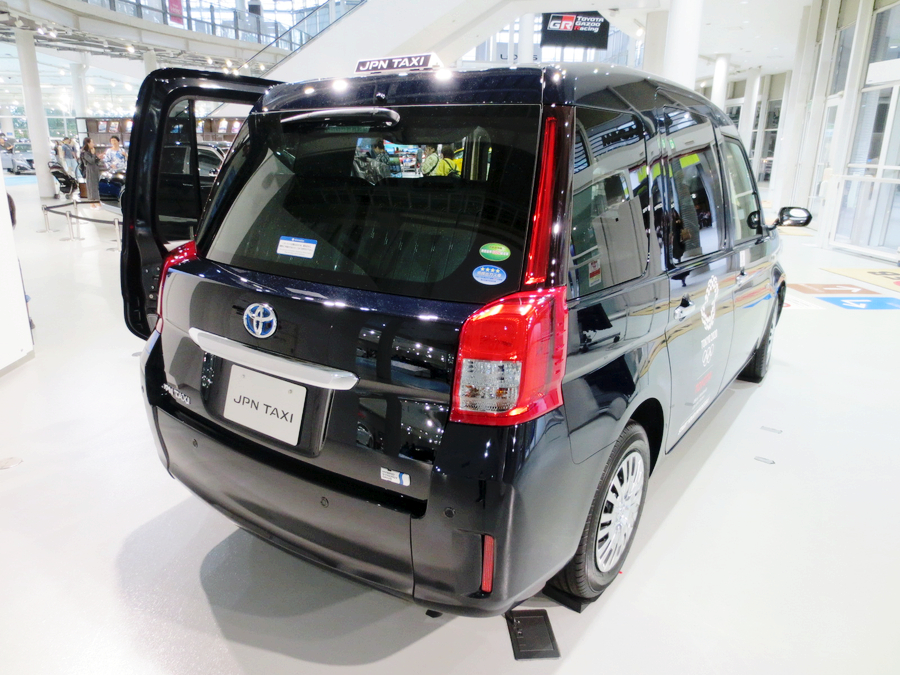
車尾
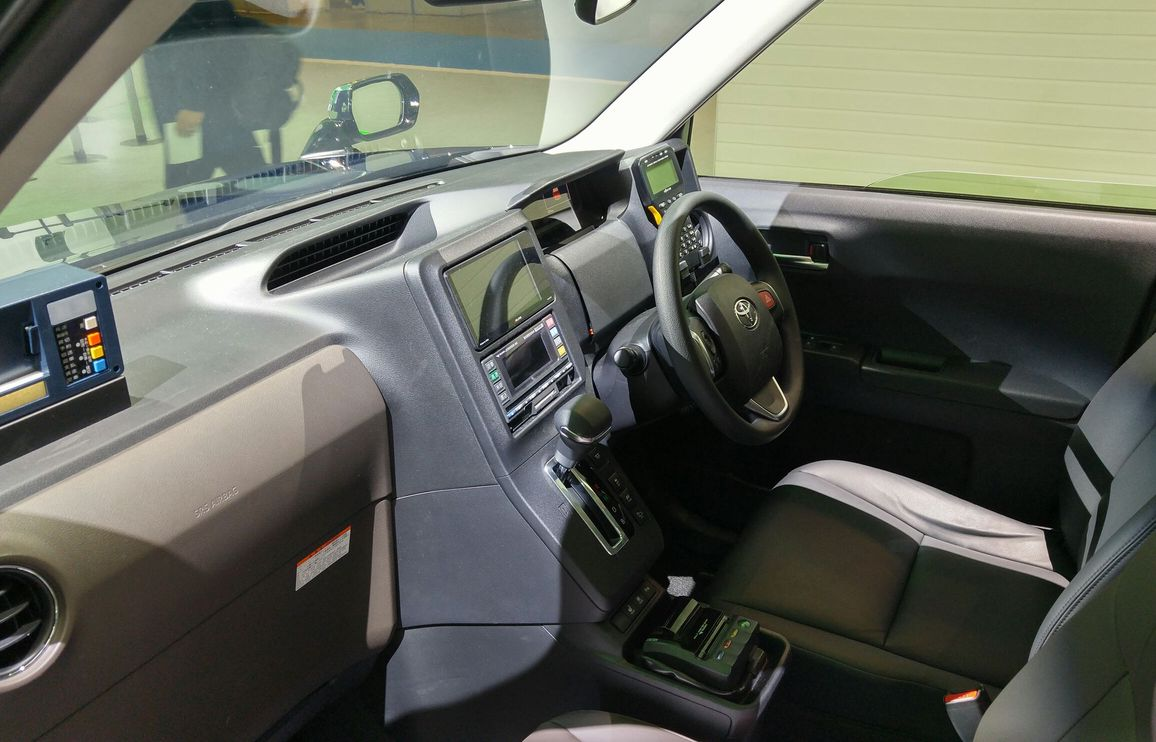
車廂內部
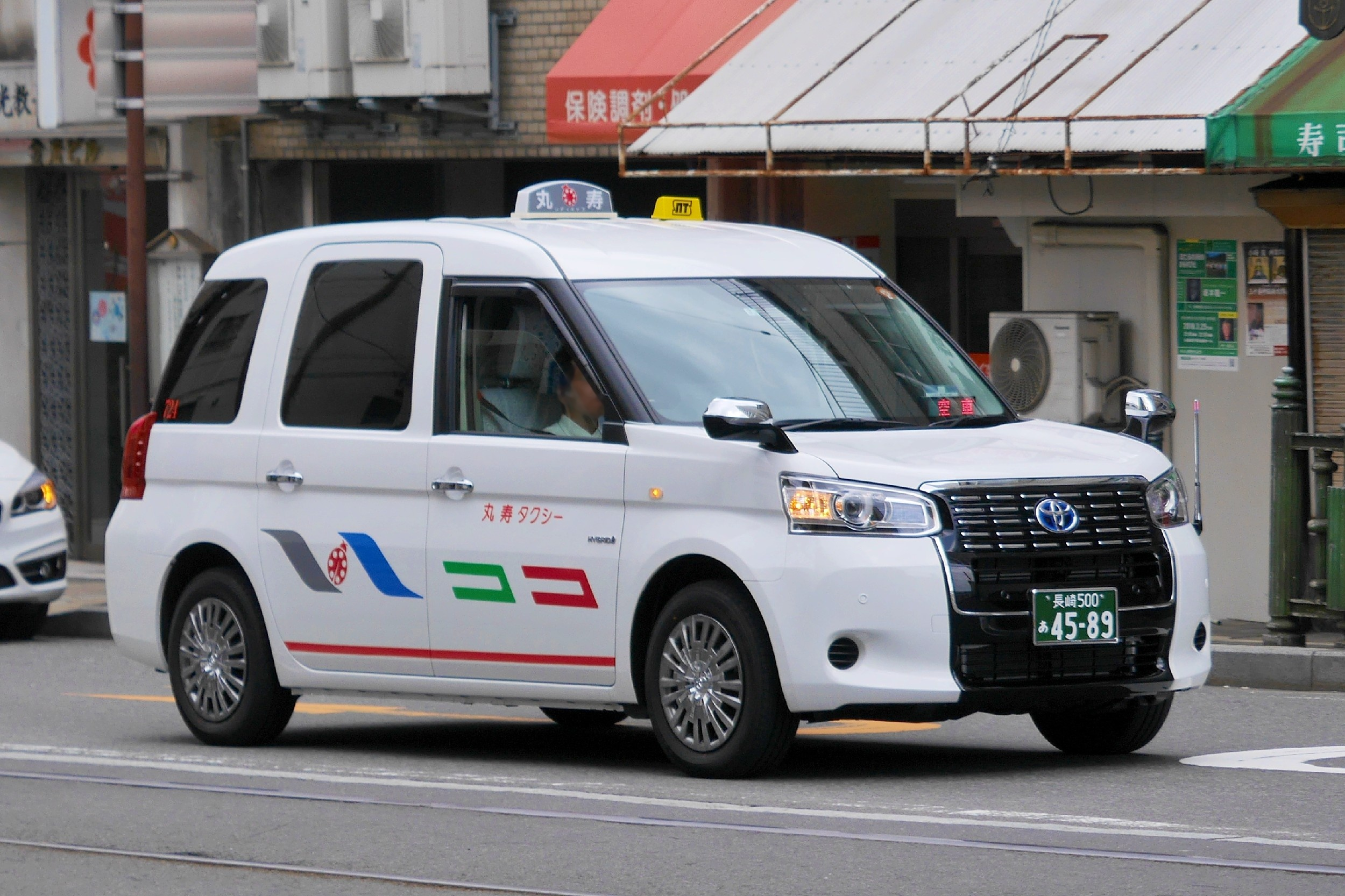
長崎城市出租車的豐田JPN Taxi
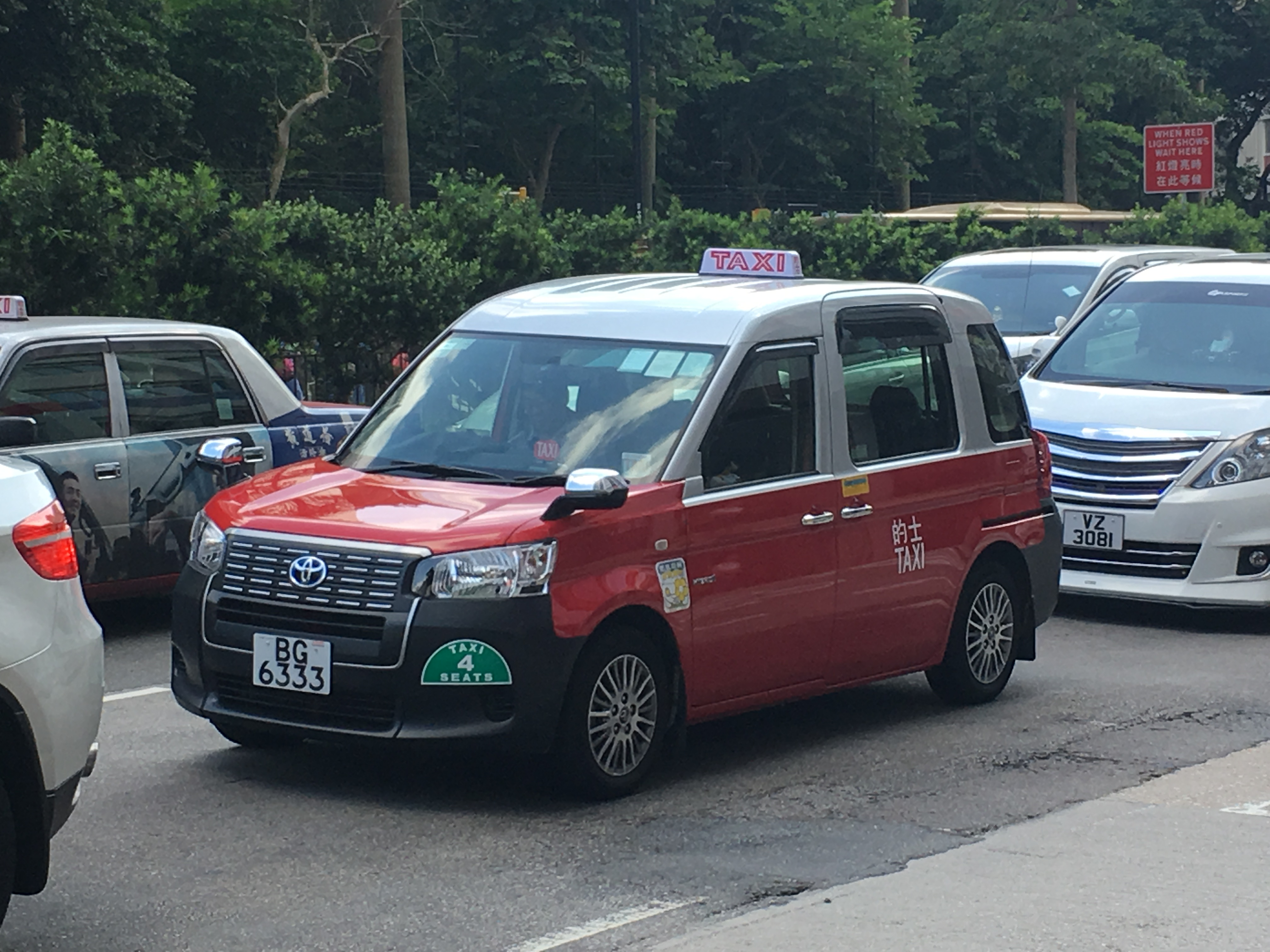
豐田Comfort Hybrid 市區的士
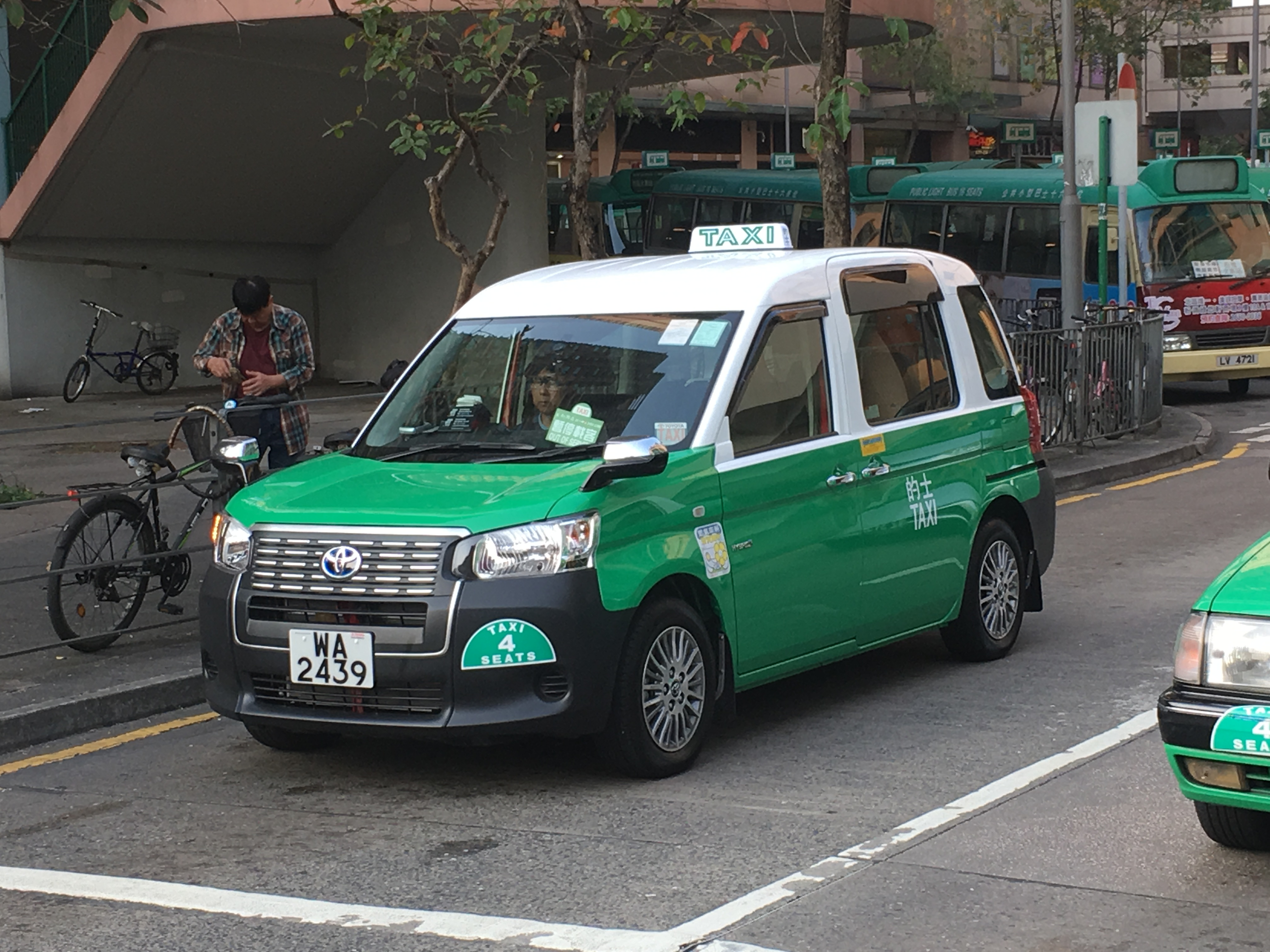
豐田Comfort Hybrid 新界的士
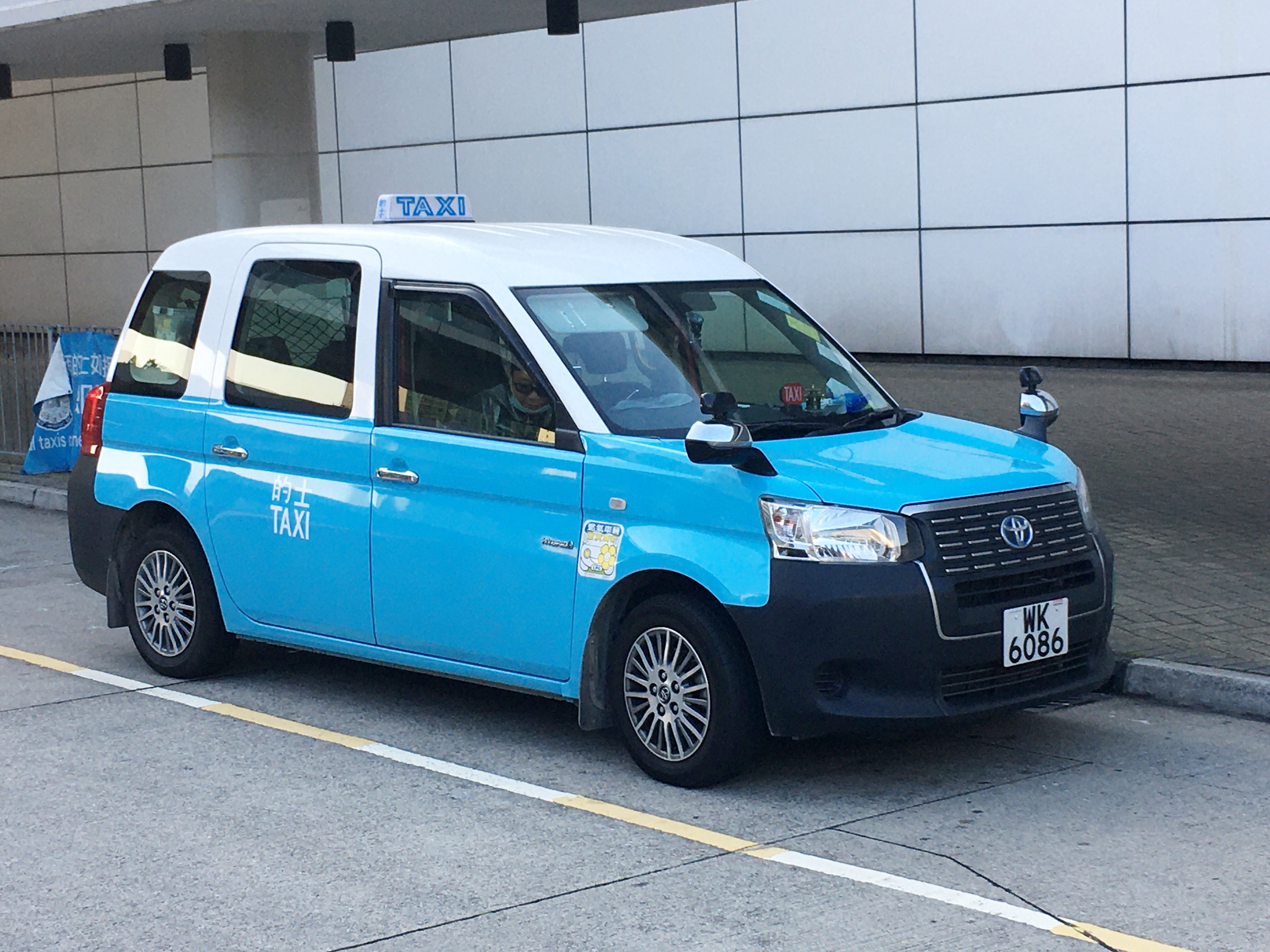
豐田Comfort Hybrid 大嶼山的士

## 外部連結
- JPN TAXI日本官方網站（页面存档备份，存于）